# Formula Nippon 2012
La stagione 2012 della Formula Nippon è stata la quarantesima edizione del più importante campionato giapponese per vetture a ruote scoperte, la sedicesima, e ultima, da quando ha assunto la denominazione di Formula Nippon. La serie si è basata su 7 appuntamenti con 8 gare in totale; iniziata il 15 aprile, è terminata il 4 novembre. Il pilota giapponese Kazuki Nakajima si è imposto nella serie, primo pilota locale dal 2008.

## La pre-stagione

### Calendario
Una prima versione del calendario fu resa nota nel dicembre 2011.
| Gara | Nome                     | Circuito           | Giri                       | Lunghezza                  | Data         |
| ---- | ------------------------ | ------------------ | -------------------------- | -------------------------- | ------------ |
| 1    | Suzuka 2&4 Race          | Circuito di Suzuka | 43                         | 43 x 5,807 km = 249,701 km | 15 aprile    |
| 2    |                          | Twin Ring Motegi   | 52                         | 52 x 4,801 km = 249,652 km | 13 maggio    |
| 3    | Autopolis Super 2&4 Race | Autopolis          | 54                         | 54 x 4,674 km = 252,396 km | 27 maggio    |
| 4    |                          | Circuito del Fuji  | 55                         | 55 x 4,563 km = 245,465 km | 15 luglio    |
| 5    | Motegi 2&4 Race          | Twin Ring Motegi   | 52                         | 52 x 4,801 km = 249,652 km | 5 agosto     |
| 6    |                          | Sportsland SUGO    | 68                         | 68 x 3,704 km = 251,872 km | 23 settembre |
| 7    |                          | Circuito di Suzuka | 20                         | 20 x 5,807 km = 116,14 km  | 4 novembre   |
| 7    | 28                       | Circuito di Suzuka | 28 x 5,807 km = 162,596 km |                            | 4 novembre   |

### Gare non valide per il campionato
| Gara | Nome                                        | Circuito          | Giri | Lunghezza                  | Data        |
| ---- | ------------------------------------------- | ----------------- | ---- | -------------------------- | ----------- |
| 1    | Super GT and Formula Nippon Sprint Cup 2012 | Circuito del Fuji | 22   | 22 x 4,563 km = 100,386 km | 18 novembre |

- Tutte le corse sono disputate in Giappone.

## Piloti e team

### Piloti
Kohei Hirate passa dal Team Impul al Project μ/cerumoINGING; a prendere il suo posto arriva Tsugio Matsuda dal SGC by KCMG. Loïc Duval torna nella categoria, vinta nel 2009 dopo una stagione corsa solo nel Super GT. Da questa categoria arriva anche Toshihiro Kaneishi. Giunge in F. Nippon anche Hironobu Yasuda, secondo nella F3 giapponese 2011.

### Tabella riassuntiva
| Team                         | Motore      | Nr. | Pilota                 | Status | Gare  |
| ---------------------------- | ----------- | --- | ---------------------- | ------ | ----- |
| Petronas Team TOM'S          | Toyota RV8K | 1   | André Lotterer         |        | Tutte |
| Petronas Team TOM'S          | Toyota RV8K | 2   | Kazuki Nakajima        |        | Tutte |
| Kondō Racing                 | Toyota RV8K | 3   | Hironobu Yasuda        |        | Tutte |
| Team LeMans                  | Toyota RV8K | 4   | Kazuya Ōshima          |        | Tutte |
| Team Kygnus Sunoco           | Toyota RV8K | 8   | Loïc Duval             |        | 1-    |
| HP Real Racing               | Honda HR10E | 10  | Toshihiro Kaneishi     |        | Tutte |
| HP Real Racing               | Honda HR10E | 11  | Yuhki Nakayama         |        | 4-5   |
| Team Mugen                   | Honda HR10E | 15  | Takuma Satō            |        | 6-7   |
| Team Mugen                   | Honda HR10E | 16  | Naoki Yamamoto         |        | Tutte |
| SGC by KCMG                  | Toyota RV8K | 18  | Ryo Orime              |        | Tutte |
| Team Impul                   | Toyota RV8K | 19  | João Paulo de Oliveira |        | Tutte |
| Team Impul                   | Toyota RV8K | 20  | Tsugio Matsuda         |        | Tutte |
| Nakajima Racing              | Honda HR10E | 31  | Daisuke Nakajima       |        | Tutte |
| Nakajima Racing              | Honda HR10E | 32  | Takashi Kogure         |        | Tutte |
| Project μ/cerumo・INGING     | Toyota RV8K | 38  | Kohei Hirate           |        | Tutte |
| Project μ/cerumo・INGING     | Toyota RV8K | 39  | Yuji Kunimoto          |        | Tutte |
| Docomo Team Dandelion Racing | Honda HR10E | 40  | Takuya Izawa           |        | Tutte |
| Docomo Team Dandelion Racing | Honda HR10E | 41  | Koudai Tsukakoshi      |        | Tutte |
| Le Beausset Motorsports      | Toyota RV8K | 62  | Kōki Saga              |        | Tutte |

- Tutte le vetture sono Swift FN09.

## Modifiche al regolamento
Viene abolito il cambio gomme obbligatorio, mentre la lunghezza delle gare viene unificata a 250 km.

## Risultati e classifiche

### Risultati
| Gara | Circuito  | Tempo       | Velocità     | Pole Position          | GPV                    | Vincitore              | Vettura      | Team                |
| ---- | --------- | ----------- | ------------ | ---------------------- | ---------------------- | ---------------------- | ------------ | ------------------- |
| 1    | Suzuka    | 1h15'02"966 | 199,63 km/h  | Takuya Izawa           | João Paulo de Oliveira | Kazuki Nakajima        | Swift-Toyota | Petronas Team TOM'S |
| 2    | Motegi    | 1h24'25"270 | 177,45 km/h  | André Lotterer         | João Paulo de Oliveira | André Lotterer         | Swift-Toyota | Petronas Team TOM'S |
| 3    | Autopolis | 1h23'21"266 | 181,505 km/h | Koudai Tsukakoshi      | Hironobu Yasuda        | Koudai Tsukakoshi      | Swift-Honda  | Docomo Dandelion    |
| 4    | Fuji      | 1h28'45"190 | 169,455 km/h | Kazuki Nakajima        | João Paulo de Oliveira | André Lotterer         | Swift-Toyota | Petronas Team TOM'S |
| 5    | Motegi    | 1h26'38"428 | 172,91 km/h  | João Paulo de Oliveira | Hironobu Yasuda        | João Paulo de Oliveira | Swift-Toyota | Team Impul          |
| 6    | Sugo      | 1h42'45"648 | 172,91 km/h  | Takuya Izawa           | Loïc Duval             | Takuya Izawa           | Swift-Honda  | Docomo Dandelion    |
| 7    | Suzuka    | 34'27"682   | 202,21 km/h  | Tsugio Matsuda         | Takuya Izawa           | Takuya Izawa           | Swift-Honda  | Docomo Dandelion    |
| 7    | Suzuka    | 49'10"946   | 198,36 km/h  | João Paulo de Oliveira | Koei Hirate            | Kazuki Nakajima        | Swift-Toyota | Petronas Team TOM'S |

### Classifica piloti
I punti sono assegnati secondo lo schema seguente:
| Gare 1-6 | 10 | 8 | 6 | 5   | 4 | 3   | 2 | 1   | 1 |
| Gare 7-8 | 8  | 4 | 3 | 2,5 | 2 | 1,5 | 1 | 0,5 | 1 |

| Pos | Pilota                 | S2&4 | MOT | AS2&4 | FUJ | M2&4 | SUG | SUZ | SUZ | Punti |
| --- | ---------------------- | ---- | --- | ----- | --- | ---- | --- | --- | --- | ----- |
| 1   | Kazuki Nakajima        | 1    | 3   | 5     | 2   | 4    | 5   | 12  | 1   | 46    |
| 2   | Koudai Tsukakoshi      | 2    | 5   | 1     | 9   | 3    | 2   | 3   | 3   | 43    |
| 3   | Takuya Izawa           | 6    | 4   | 2     | 13  | 5    | 1   | 1   | 6   | 41,5  |
| 4   | André Lotterer         | 5    | 1   | Rit   | 1   | 2    | 10  | 5   | 8   | 35,5  |
| 5   | João Paulo de Oliveira | 3    | 2   | Rit   | 6   | 1    | 6   | 4   | Rit | 34,5  |
| 6   | Loïc Duval             | 9    | 11  | 3     | 4   | 6    | 3   | 7   | 2   | 25    |
| 7   | Kazuya Oshima          | 4    | 8   | 6     | 3   | Rit  | 4   | 8   | 7   | 21,5  |
| 8   | Tsugio Matsuda         | 8    | 6   | 4     | 5   | 7    | Rit | 2   | Rit | 20    |
| 9   | Kohei Hirate           | 10   | NC  | 7     | 7   | 8    | 8   | 9   | 5   | 8     |
| 10  | Takashi Kogure         | 15   | Rit | 10    | 10  | 13   | Rit | 6   | 4   | 4     |
| 11  | Naoki Yamamoto         | 7    | 7   | 9     | 12  | Rit  | 14  | 15  | Rit | 4     |
| 12  | Toshihiro Kaneishi     | 12   | 13  | 12    | Rit | 11   | 7   | 14  | 14  | 2     |
| 13  | Yuji Kunimoto          | 14   | 9   | 8     | 8   | 10   | 13  | 11  | 12  | 2     |
| 14  | Hironobu Yasuda        | 11   | 12  | 13    | 16  | 9    | 11  | 13  | 9   | 0     |
| 15  | Takuma Satō            |      |     |       |     |      | 9   | 17  | 10  | 0     |
| 16  | Daisuke Nakajima       | 16   | 10  | 11    | 11  | 12   | 12  | 10  | 11  | 0     |
| 17  | Kōki Saga              | 13   | 14  | Rit   | 14  | Rit  | 15  | 16  | 13  | 0     |
| 18  | Yuhki Nakayama         |      |     |       | 15  | 14   |     |     |     | 0     |
| 19  | Ryo Orime              | 17   | 15  | Rit   | Rit | Rit  | Rit | 18  | 15  | 0     |
| Pos | Pilota                 | S2&4 | MOT | AS2&4 | FUJ | M2&4 | SUG | SUZ | SUZ | Punti |

| Colore  | Risultato             |
| ------- | --------------------- |
| Oro     | Vincitore             |
| Argento | 2º posto              |
| Bronzo  | 3º posto              |
| Verde   | Finito a punti        |
| Blu     | Finito senza punti    |
| Viola   | Ritirato (Rit)        |
| Viola   | Non classificato (NC) |
| Rosso   | Non qualificato (NQ)  |
| Nero    | Squalificato (SQ)     |
| Bianco  | Non partito (NP)      |
| Bianco  | Non ha gareggiato     |
| Bianco  | Infortunato (INF)     |
| Bianco  | Escluso (ES)          |
| Bianco  | Gara cancellata (C)   |

### Classifica scuderie
| Pos | Team                         | Nr. | S2&4 | MOT | AS2&4 | FUJ | M2&4 | SUG | SUZ | SUZ | Punti |
| --- | ---------------------------- | --- | ---- | --- | ----- | --- | ---- | --- | --- | --- | ----- |
| 1   | Docomo Team Dandelion Racing | 40  | 6    | 4   | 2     | 13  | 5    | 1   | 1   | 6   | 78,5  |
| 1   | Docomo Team Dandelion Racing | 41  | 2    | 5   | 1     | 9   | 3    | 2   | 3   | 3   | 78,5  |
| 2   | Petronas Team TOM'S          | 1   | 5    | 1   | Rit   | 1   | 2    | 10  | 5   | 8   | 76,5  |
| 2   | Petronas Team TOM'S          | 2   | 1    | 3   | 5     | 2   | 4    | 5   | 12  | 1   | 76,5  |
| 3   | Team Impul                   | 19  | 3    | 2   | Rit   | 6   | 1    | 6   | 4   | Rit | 51,5  |
| 3   | Team Impul                   | 20  | 8    | 6   | 4     | 5   | 7    | Rit | 2   | Rit | 51,5  |
| 4   | Team Kygnus Sunoco           | 8   | 9    | 11  | 3     | 4   | 6    | 3   | 7   | 2   | 25    |
| 5   | Team LeMans                  | 7   | 4    | 8   | 6     | 3   | Rit  | 4   | 8   | 7   | 21,5  |
| 6   | Project μ/cerumo・INGING     | 38  | 10   | NC  | 7     | 7   | 8    | 8   | 9   | 5   | 10    |
| 6   | Project μ/cerumo・INGING     | 39  | 14   | 9   | 8     | 8   | 10   | 13  | 11  | 12  | 10    |
| 7   | Nakajima Racing              | 31  | 16   | 10  | 11    | 11  | 12   | 12  | 10  | 11  | 4     |
| 7   | Nakajima Racing              | 32  | 15   | Rit | 10    | 10  | 13   | Rit | 6   | 4   | 4     |
| 8   | Mugen                        | 15  |      |     |       |     |      | 9   | 17  | 10  | 4     |
| 8   | Mugen                        | 16  | 7    | 7   | 9     | 12  | Rit  | 14  | 15  | Rit | 4     |
| 9   | HP Real Racing               | 10  | 12   | 13  | 12    | Rit | 11   | 7   | 14  | 14  | 2     |
| 9   | HP Real Racing               | 11  |      |     |       | 15  | 14   |     |     |     | 2     |
| 10  | Kondō Racing                 | 3   | 11   | 12  | 13    | 16  | 9    | 11  | 13  | 9   | 0     |
| 11  | Le Beausset Motorsports      | 62  | 13   | 14  | Rit   | 14  | Rit  | 15  | 16  | 13  | 0     |
| 12  | SGC by KCMG                  | 18  | 17   | 15  | Rit   | Rit | Rit  | Rit | 18  | 15  | 0     |
| Pos | Team                         | Nr. | S2&4 | MOT | AS2&4 | FUJ | M2&4 | SUG | SUZ | SUZ | Punti |

| Colore  | Risultato             |
| ------- | --------------------- |
| Oro     | Vincitore             |
| Argento | 2º posto              |
| Bronzo  | 3º posto              |
| Verde   | Finito a punti        |
| Blu     | Finito senza punti    |
| Viola   | Ritirato (Rit)        |
| Viola   | Non classificato (NC) |
| Rosso   | Non qualificato (NQ)  |
| Nero    | Squalificato (SQ)     |
| Bianco  | Non partito (NP)      |
| Bianco  | Non ha gareggiato     |
| Bianco  | Infortunato (INF)     |
| Bianco  | Escluso (ES)          |
| Bianco  | Gara cancellata (C)   |

## Gara non valida per il campionato
| Gara | Circuito | Tempo     | Velocità    | Pole Position     | GPV                    | Vincitore    | Vettura     | Team             |
| ---- | -------- | --------- | ----------- | ----------------- | ---------------------- | ------------ | ----------- | ---------------- |
| 1    | Fuji     | 32'10"212 | 186,66 km/h | Koudai Tsukakoshi | João Paulo de Oliveira | Takuya Izawa | Swift-Honda | Docomo Dandelion |